# Biscoitos (vino)
Biscoitos es una indicación geográfica portuguesa -en portugués, Indicação de Proveniência Regulamentada (IPR)- para vinos generosos producidos en la isla de Terceira del archipiélago de las Azores, abarcando la zona de producción parte del concelho de Praia da Vitória.
Los vinos de Biscoitos pueden ser únicamente producidos con las variedades de Verdelho, Arinto (Pedernã) y Terrantez.